# 태풍 하기비스 (2019년)
태풍 하기비스(HAGIBIS, 201919)는 북서태평양에서 발생한 19번째 태풍이자 3번째 최강 태풍이다. 하기비스는 필리핀에서 제출한 이름으로 빠름을 의미한다.

## 태풍의 진행

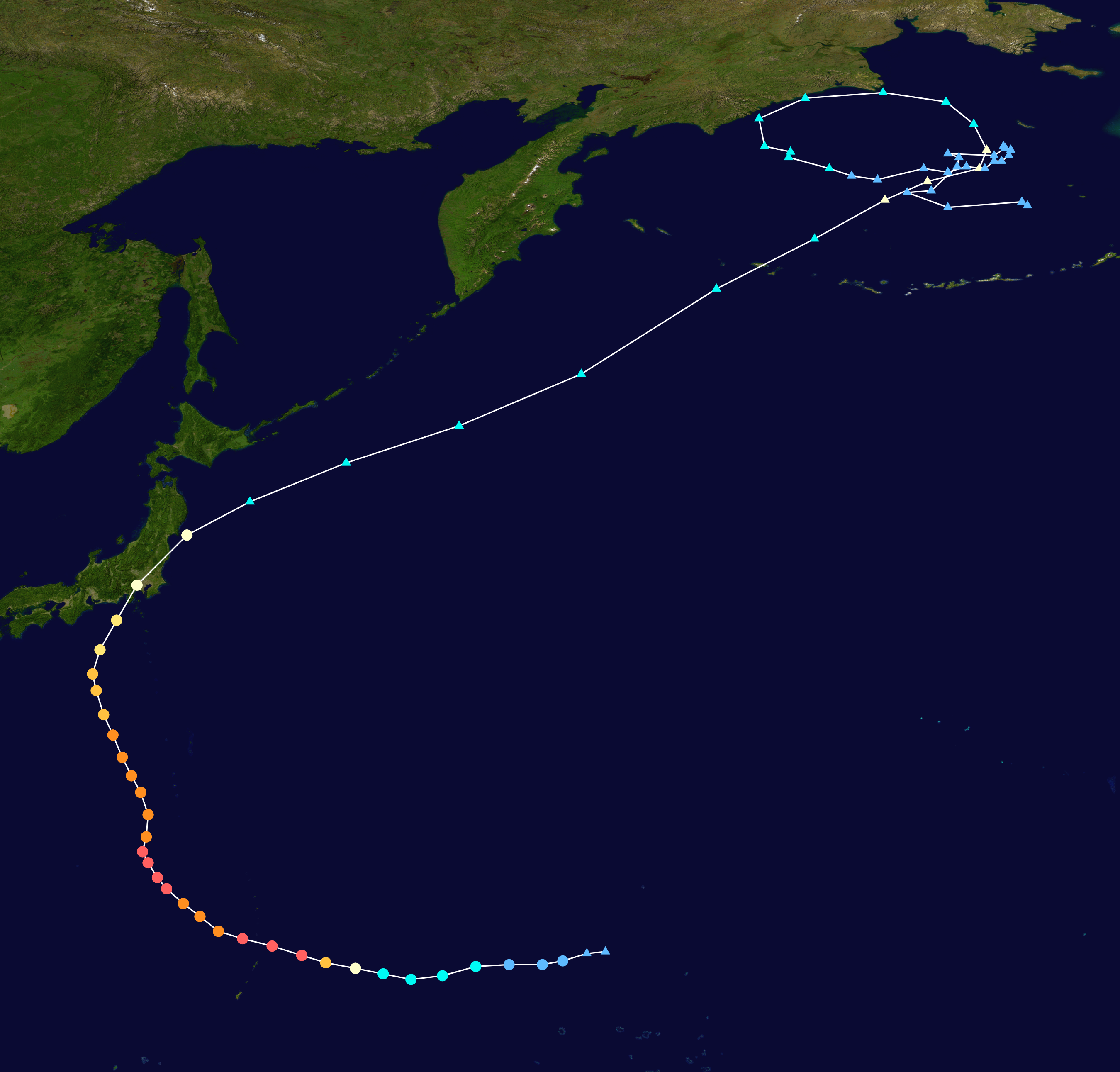
태풍의 진로

### 발생
10월 6일 오전 3시에 중심기압 1000hPa, 최대풍속 18m/s, 강풍 반경 330km, 크기 '중형'의 열대폭풍으로 미국 괌 동쪽 약 1,450km 부근 해상에서 발생하였다.(일본 기상청 태풍정보 속보치 기준)

### 2019년 3번째의 최강 태풍
발생 이후 서~서북서진하며 급발달해서 10월 7일 21시에 미국 괌 북북동쪽 약 350km 부근 해상에서 중심기압 915hPa, 최대풍속 55m/s, 강풍 반경 650km(동쪽 반경)의 세력 '맹렬한', 크기 '대형'(일본 기상청 태풍정보 기준)의 태풍으로 최성기를 맞이하였다. 이는 제 2호 태풍 우딥을 뛰어넘는 세력으로 23호 태풍 할롱(최대풍속 60m/s)이 이 기록을 경신하기 전까지 2019년 최강의 태풍이자 태풍 우딥과 레끼마를 잇는 세 번째 슈퍼태풍이었다. 그러나 제 23호 태풍 할롱이 더 강해지면서 2번째로 떨어졌다.
해수면온도 30도 이상의 바다를 지나며 너무 빠르게 급발달해서 발생한지 2일만에 5등급 슈퍼태풍이 되었다.
일본 기상청 기준으로 최성기 세력을 무려 3일 가까이 유지하다가 높은 연직시어와 한기 남하로 인해 10월 10일 21시경부터 서서히 약화되기 시작하였다.

### 약화와 일본 상륙
10월 12일 새벽에 북위 30도에서 북동진으로 전향한 뒤 빠른 속도로 북~북북동진하며 급약화되어서 10월 12일 오후 7시에 중심기압 955hPa, 최대풍속 41m/s(한국 기상청 해석은 중심기압 950hPa, 최대풍속 43m/s), 강풍 반경 650km(동쪽 반경)의 세력 '강', 크기 '대형'의 태풍(일본 기상청 태풍정보 속보치 기준)으로 일본 시즈오카현 이즈시에 상륙하였다.
일본 시즈오카현 이즈시에 상륙한 이후로는 빠르게 북동~북북동진하며 일본 간토 지방을 관통했고, 10월 13일 오전 1시에는 중심기압 970hPa, 최대풍속 33m/s, 강풍 반경 600km의 세력 '강', 크기 '대형'의 태풍(일본 기상청 태풍정보 속보치 기준)으로 후쿠시마 원자력 발전소 남서쪽 약 11km 부근 육상(일본 후쿠시마현 후타바군, 북위 37.3도, 동경 140.9도)을 통과하였다.

### 통과 후
후쿠시마현 통과 뒤 10월 13일 오전 2시에 북서태평양으로 진출한 이후에는 빠르게 북동~북북동진하며 온대저기압화가 진행되어서, 한국 기상청 기준으로는 10월 13일 오전 9시에 일본 삿포로 남동쪽 약 440km 부근 해상에서 중심기압 980hPa의 온대저기압으로 변질되었다. 일본 기상청 기준으로는 10월 13일 12시에 일본 삿포로 남동쪽 약 519km 부근 해상에서 중심기압 980hPa의 온대저기압으로 변질되었다.

### 온대저기압 변질 후
이 온대저기압은 엄청나게 장수했다. 온대저기압 변질 시의 중심풍속은 태풍 등급으로 따지자면 강한 태풍급. 이 세력을 알래스카 근처까지 유지하며 2주 동안이나 생존하였다.

## 기록
태풍 하기비스로 인해 일본 가나가와현 요코하마시 공식 관측소에서 10월 12일 오후 8시 32분에 순간최대풍속 43.8m/s를 기록했고, 일본 도쿄 공식 관측소에서 10월 12일 오후 9시 14분에 순간최대풍속 41.5m/s를 기록했다. 일본 가나가와현 하코네에서는 2019년 10월 12일 일강수량이 922.5mm가 기록되었다.

## 피해
일본 후쿠시마 원자력 발전소에서 경보가 여러 번 울렸으나 발전소 운영기업 도쿄전력 측은 태풍으로 인한 오작동이라고 밝혀졌다. 이 원자력 발전소에서 핵폐기물이 다량으로 떠내려갔다고 밝혀졌다.

태풍으로 인한 홍수가 일본 곳곳에서 발생했다.
또한 단풍나무숲으로 가을에 관광 성수기인 가나가와현 하코네에서는 큰 피해가 발생해 한창 성수기에 관광객들의 발길이 끊겼다.
피해국인 일본은 태풍이 큰 피해를 끼치면 피해를 입은 지역 등을 이용한 독자적인 태풍 이름을 붙인다. 태풍 하기비스는 일본에 천문학적인 피해를 남겨 레이와 원년 태풍이라고 명명되었는데, 이는 1977년 이후 42년 만이다.

## 명명
일본 기상청은이 태풍을 "레이와 원년 동일본 태풍 (令和元年東日本台風)" 라고 명명했다.

## 제명
일본에 매우 큰 피해를 남겨 일본 기상청에 의해 제명되었다. 이 태풍은 일본 기상청에 의해 제명된 태풍 중 9번째가 되었다.

## 같이 보기
- 태풍 아이다 (1958년)
- 태풍 팁 (1979년)
- 태풍 미어리얼
- 태풍 판폰 (2014년)
- 태풍 제비 (2018년)